# فرودگاه پارو
فرودگاه پارو (به انگلیسی: Paro Airport) یک فرودگاه همگانی با کد یاتا PBH است که یک باند فرود آسفالت دارد و طول باند آن ۱۹۶۴ متر است. این فرودگاه در کشور بوتان قرار دارد و در ارتفاع ۲۲۳۰ متری از سطح دریا واقع شده است.

## شرکت‌های هواپیمایی و مقصدهای پوازی

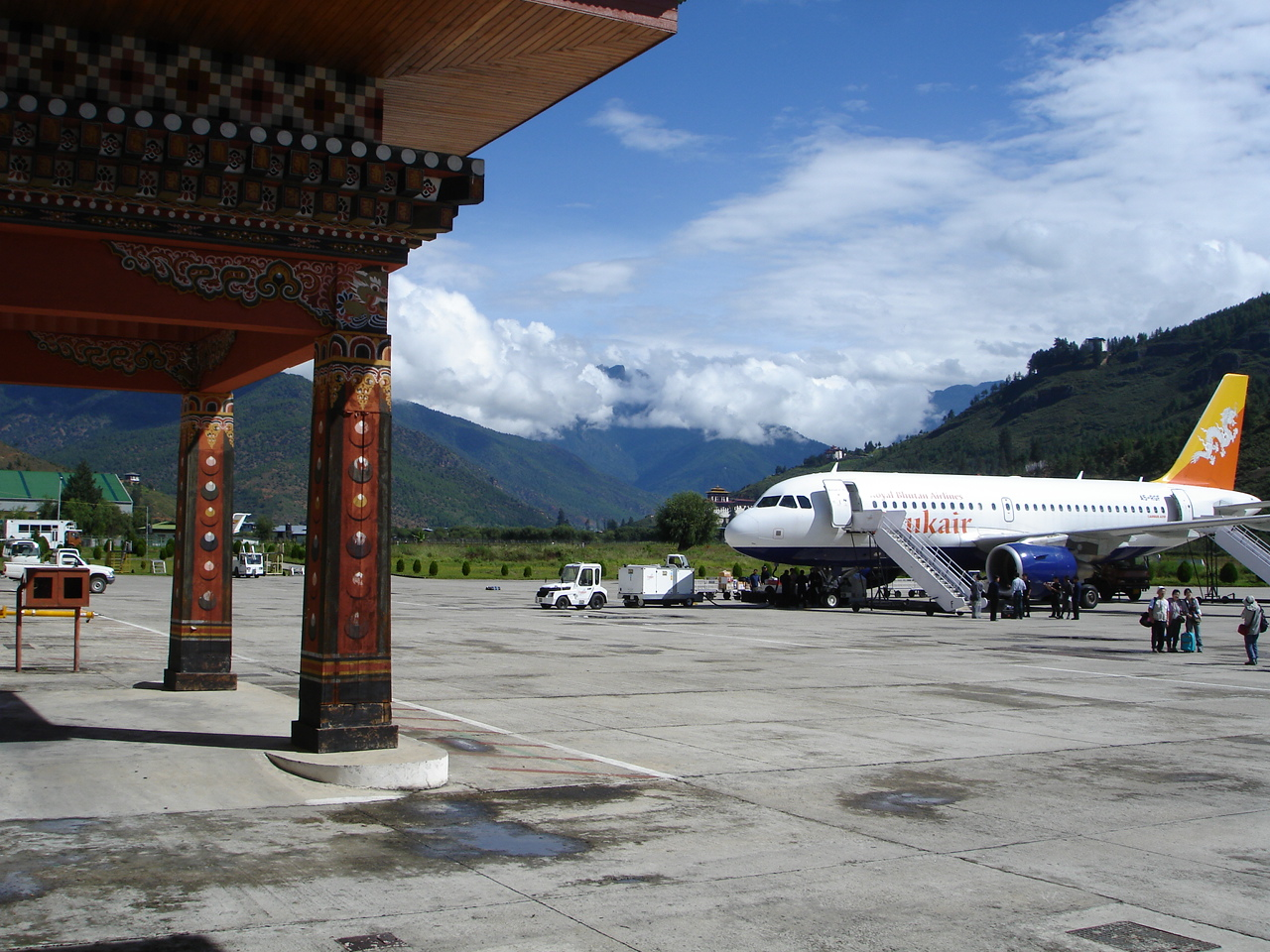
تصویری از فرودگاه بین‌المللی پارو

| شرکت‌های هواپیمایی | مقصدهای پروازی |
| ----------------- | --- |
| بوتان ایرلاینز    | فرودگاه بین‌المللی سووارنابومی، فرودگاه بین‌المللی ایندیرا گاندی، فرودگاه بین‌المللی تریبهوان، فرودگاه بین‌المللی نتاجی سبهاش چندر بوس |
| بوتان ایرلاینز    | فرودگاه باتپالاتانگ، فرودگاه یونگ‌فولا (هردو متوقف شده‌اند) |
| بودا ایر          | کرایه‌ای: فرودگاه بین‌المللی تریبهوان |
| دروک ایر          | فرودگاه باگدوگرا، فرودگاه بین‌المللی سووارنابومی، فرودگاه بین‌المللی ایندیرا گاندی، فرودگاه بین‌المللی شاه‌جلال، فرودگاه گایا، فرودگاه بین‌المللی لوکپریرا گوپیناز بوردولوئی، فرودگاه بین‌المللی تریبهوان، فرودگاه بین‌المللی نتاجی سبهاش چندر بوس، فرودگاه بین‌المللی چاتراپاتی شیواجی، فرودگاه چانگی سنگاپور |
| دروک ایر          | Gelephu, فرودگاه باتپالاتانگ، فرودگاه یونگ‌فولا (متوقف‌شده) |

## شرکت‌های هواپیمایی و مقصدهای پروازی

### مسافری
| شرکت‌های هواپیمایی | مقصدهای پروازی |
| ----------------- | --- |
| بوتان ایرلاینز    | سووارنابومی، ایندیرا گاندی، باتپالاتانگ (suspended), تریبهوان، نتاجی سبهاش چندر بوس، یونگ‌فولا (suspended) فصلی: گایا                                                                        |
| بودا ایر          | چارتر: تریبهوان |
| دروک ایر          | باگدوگرا، سووارنابومی، ایندیرا گاندی، شاه‌جلال، Gelephu، لوکپریرا گوپیناز بوردولوئی، باتپالاتانگ، تریبهوان، نتاجی سبهاش چندر بوس فصلی: چاتراپاتی شیواجی، چانگی سنگاپور، یونگ‌فولا (suspended) |

### باری
| شرکت‌های هواپیمایی | مقصدهای پروازی                                            |
| ----------------- | --------------------------------------------------------- |
| دروک ایر          | سووارنابومی، شاه‌جلال، نتاجی سبهاش چندر بوس، چانگی سنگاپور |